# 佐倉潤吾
佐倉 潤吾（さくら じゅんご、1905年（明治38年）6月15日 - 1964年（昭和39年）12月10日）は、日本の翻訳家。
東京府立第一中学校卒、1929年東京商科大学（現一橋大学）卒、東京日日新聞入社。戦後、毎日新聞ニューヨーク支局長、論説委員。定年後は推理小説を多く翻訳した。

## 著書

### 単著
- 『冷戦の歴史』新国民外交調査会、1964年3月。

### 翻訳
- レックス・スタウト『毒蛇』早川書房〈Hayakawa pocket mystery books 356〉、1958年3月。
- レックス・スタウト『我が屍を乗り越えよ』早川書房〈Hayakawa pocket mystery books 439〉、1958年10月。
- レックス・スタウト『赤い箱』早川書房〈Hayakawa pocket mystery books 483〉、1959年4月。
- トマス・スターリング『ドアのない家』早川書房〈Hayakawa pocket mystery books 507〉、1959年8月。
- レックス・スタウト『腰ぬけ連盟』早川書房〈Hayakawa pocket mystery books 562〉、1960年5月。
- ウィリアム・P・マッギヴァーン『殺人のためのバッジ』早川書房〈Hayakawa pocket mystery books 588〉、1960年9月。
- ハロルド・Q・マスア『霊柩車をもう一台』早川書房〈Hayakawa pocket mystery books 616〉、1961年2月。
- レックス・スタウト『ラバー・バンド』早川書房〈Hayakawa pocket mystery books 624〉、1961年4月。
- ライオネル・ホワイト『逃走と死と』早川書房〈Hayakawa pocket mystery books 649〉、1961年8月。
- ウィリアム・P・マッギヴァーン『ファイル7 FBI誘拐事件簿』早川書房〈Hayakawa pocket mystery books 680〉、1962年1月。
- ベン・ベンスン『ストリップの女』東京創元新社〈創元推理文庫〉、1962年3月。
- ジョナサン・ラテイマー『モルグの女』早川書房〈Hayakawa pocket mystery books 697〉、1962年4月。
- ハロルド・Q・マスア『にがみばしった殺人者』早川書房〈Hayakawa pocket mystery books 715〉、1962年7月。
- E・S・ガードナー『ブロンドの鉱脈』早川書房〈Hayakawa pocket mystery books 727〉、1962年10月。
- エラリー・クイーン『EQMMアンソロジー 2』早川書房〈Hayakawa pocket mystery books 729〉、1962年10月。
- ベン・ベンスン『女狩人は死んだ』東京創元社〈創元推理文庫〉、1962年10月。
- ハロルド・Q・マスア『ビッグ・マネー』早川書房〈Hayakawa pocket mystery books 751〉、1963年2月。
- ウィリアム・P・マッギヴァーン『高速道路の殺人者』早川書房〈Hayakawa pocket mystery books 782〉、1963年3月。
- A・A・フェア『釣りおとした大魚』早川書房〈Hayakawa pocket mystery books 786〉、1963年8月。
- E・D・ビガーズ『チャーリー・チャンの活躍』東京創元新社〈創元推理文庫〉、1963年8月。
- ロバート・L・フィッシュ『亡命者』早川書房〈Hayakawa pocket mystery books 808〉、1963年12月。
- スターリング・ノエル『殺しの前奏曲』早川書房〈Hayakawa pocket mystery books 819〉、1964年3月。

### 共訳
- バーモント・ニューホール 著、佐倉潤吾・永田一脩 訳『写真の歴史 1839年から現在まで』白揚社、1956年6月。

## 参考
- 訳書記載の略歴[要文献特定詳細情報]
- 『続高見順日記 第4巻』勁草書房、1975年、205p